# 비투스 (영화)
《비투스》(영어: Vitus)은 2006년에 개봉한 스위스의 영화이다.

## 한국판 성우진(KBS) (2009년 2월 22일)
- 소연 - 비투스(파프리지오 볼자니/테오 게오르규)
- 유강진 - 할아버지(브루노 간츠)
- 차명화 - 헬렌(유리카 옌킨스)
- 이재용 - 레오(유르스 유커)
- 조진숙 - 이자벨(크리스티나 리코바/타마라 스카펠리니)
- 박상일 - 사장(노버트 스위틱)
- 윤병화 - 닉(다니엘 로어)
- 김혜미 - 루이자(엘레니 하웁)
- 이호인 - 피아노 선생(다니엘 푸에터)
- 전인배 - 교사(아드리안 퍼러)
- 민지 - 유치원 선생(리비아 S. 라인하르트)
- 임주현 - 옌스(스체판 쉐르른레이브)